# جورنال آو اورگانومتالیک کمیستری
جورنال آو اورگانومتالیک کمیستری(به انگلیسی: Journal of Organometallic Chemistry) (ترجمه عنوان: نشریه شیمی آلی فلزی) نشریه‌ای علمی در زمینه شیمی آلی فلزی، با داوری همتا است که توسط انتشارات الزویر منتشر می‌شود.این نشریه در سال ۲۰۱۱ دارای ضریب تأثیرگذاری ۲٫۳۸۴ شناخته شد.
شیمی اورگانومتالیک به مطالعه ترکیباتی می‌پردازد که شامل پیوندهای کربن-فلز هستند و این حوزه از شیمی به دلیل کاربردهای گسترده‌اش در صنایع مختلف، از جمله کاتالیز و سنتز مواد جدید، اهمیت زیادی دارد.
این نشریه مقالاتی را در زمینه‌های مختلفی از جمله سنتز، خواص و کاربردهای ترکیبات اورگانومتالیک منتشر می‌کند و به عنوان یک منبع مهم برای پژوهشگران و دانشمندان در این حوزه شناخته می‌شود 